# Mimeusemia econia
Mimeusemia econia är en fjärilsart som beskrevs av George Francis Hampson 1900. Mimeusemia econia ingår i släktet Mimeusemia och familjen nattflyn. Inga underarter finns listade i Catalogue of Life.